# 蘇吉良
蘇吉良（？—？），字清臣，為中國清朝武官官員，福建泉州同安人。行伍出身。

## 生平
同治元年（1862年），彰化縣爆發戴潮春事件，蘇吉良時任守備，在代理福建水師提督吳鴻源麾下協助平亂，參與多場戰役。
光緒五年（1879年），奉旨接替李定勳，於澎湖群島擔任澎湖水師協副將。而隸屬台灣鎮之下的此官職職等為正二品，是台灣清治時期的這階段，扼守台灣海峽的重要武將，並統帥兩標水營，數千名水師兵勇。
光緒11年（1885年），清法戰爭結束後，原任澎湖水師協副將周善初作戰不利，被革職流放黑龍江，蘇吉良調返澎湖，第二度出任澎湖水師協副將。